# Epeolus bischoffi
Epeolus bischoffi là một loài Hymenoptera trong họ Apidae. Loài này được Mavromoustakis mô tả khoa học năm 1954.